# New Year's Revolution (álbum)
New Year's Revolution es el álbum debut de Project Rocket este es el primer y único álbum debut antes de su separación en 2003.

## Lista de canciones
1. Draw Me Closer - 3:19
2. True Til College - 3:23
3. The Pen and Paper Cliche - 2:19
4. Peoples History of Us - 5:25
5. You Charlatan - 3:04
6. Send In the Replicas - 3:08
7. With Stars In Her Eyes - 3:06
8. Slow Motion Suicide - 2:52
9. Andy's Song - 3:55
10. Drink Yourself to Sleep - 3:38
11. A New Year's Revolution - 8:25

## Datos
- You Charlatan es originalmente del EP Split - EP con Fall Out Boy
- La canción Andy's Song fue escrita por el baterista Andrew Hurley

- Datos: Q7012735